# Never, Never Gonna Give Ya Up
Singles de Barry White
I'm Gonna Love You Just a Little More Baby
(1973) I've Got So Much to Give
(1973)
Never, Never Gonna Give Ya Up est une chanson écrite, composée, interprétée et produite par Barry White. Parue en single en 1973 comme premier extrait du second album de l'artiste, Stone Gon', elle rencontre un succès commercial aux États-Unis, où il atteint la septième place du Billboard Hot 100 et la première place du Hot R&B/Hip-Hop Songs.

## Classements
| Classement (1973-74)                   | Meilleure position |
| -------------------------------------- | ------------------ |
| États-Unis (Hot 100)                   | 7                  |
| États-Unis (Adult Contemporary)        | 43                 |
| Royaume-Uni (UK Singles Chart)         | 14                 |
| Pays-Bas (Single Top 100)              | 9                  |
| Belgique (Flandre Ultratop 50 Singles) | 10                 |
| France (IFOP)                          | 65                 |
| Australie (Go-Set Top 40 (en))         | 16                 |

## Reprises
En 1997, Lisa Stansfield en a fait une reprise dans son album Lisa Stansfield qui a été classée à la première place du Hot Dance Club Songs. Le groupe Cake en fait une reprise.

## Utilisation dans les médias

### Au cinéma
La version du groupe Cake est présente dans le film : Le Loup-garou de Paris (1997).
La chanson originale est présente sur la Bande Originale du film allemand : Die Apothekerin (The Pharmacist) (1997) de Rainer Kaufmann,.
La chanson originale est entendue dans les premières minutes du film : La guerre selon Charlie Wilson (2007) de Mike Nichols.
La chanson originale est présente sur la Bande Originale du film : Baby Driver (2017) d'Edgar Wright.

### En publicité
La chanson originale est utilisée pour la campagne publicitaire du Parfum : J'adore (2000) de Christian Dior.